# Inari (plaats)
Inari (Zweeds: Enare, Noord-Samisch: Anár, Inari-Samisch: Aanaar, Skolt-Samisch: Aanar) is een dorp in de gemeente Inari in Noordoost-Finland. Het ligt in Lapland, 320 km ten noorden van de poolcirkel.
Het dorp Inari ligt aan de Inaririvier, die hier uitmondt in het Ukonselkä, het randmeer van het Inarimeer.
Het dorp heeft 459 inwoners en fungeert als verzamelplaats van allerlei (souvenir- en levensmiddelen-)winkels en instanties voor de gehele gemeente. Inari is te bereiken met de auto via de E75 vanuit Ivalo (39 km zuidwaarts) en Utsjoki (120 km noordwaarts). Dwars op deze weg begint hier de Finse weg 955; een B-weg die uiteindelijk uitkomt in het wintersportgebied rond Kittilä; 120 km verderop. Er gaan busverbindingen alle richtingen uit; het vliegveld voor deze omgeving ligt in Ivalo; net als de zorgvoorzieningen.

## Bezienswaardigheden
Vanuit Inari kan men al wandelend naar een oud Samisch kerkje aan het Inarimeer: Wilderniskerk, dat midden in het niets ligt; verder boot- of helikoptertrips over het meer. En er is het museum Siida gevestigd, een museum met allerlei zaken die te maken hebben met de cultuur van de Samen; er staan zelfs enkele huisjes op het terrein, die de Duitse bezetting overleefd hebben. Om aan te geven hoe toeristisch Inari is ingesteld: het is een van de weinige Finse musea waar toelichtingen in het Engels en Duits aanwezig zijn. Inari ligt dan ook op de route van zowat alle busroutes naar Noordkaap.

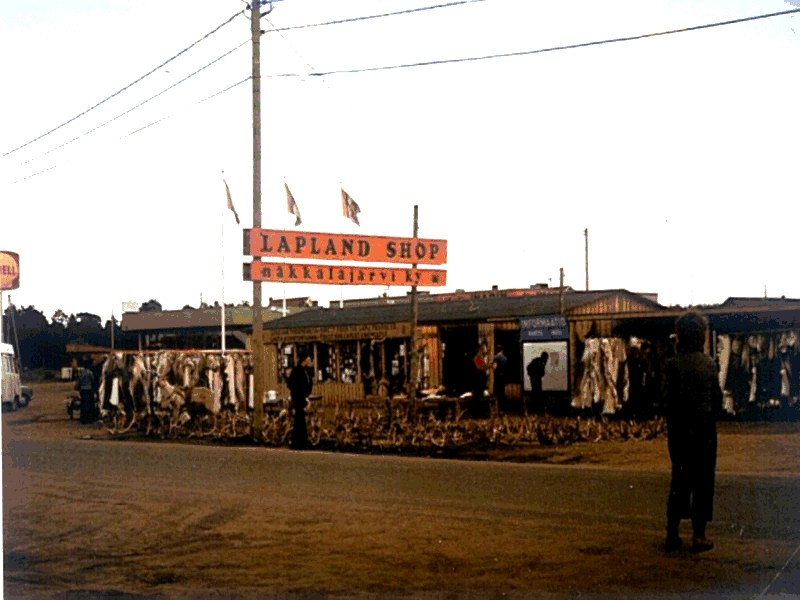
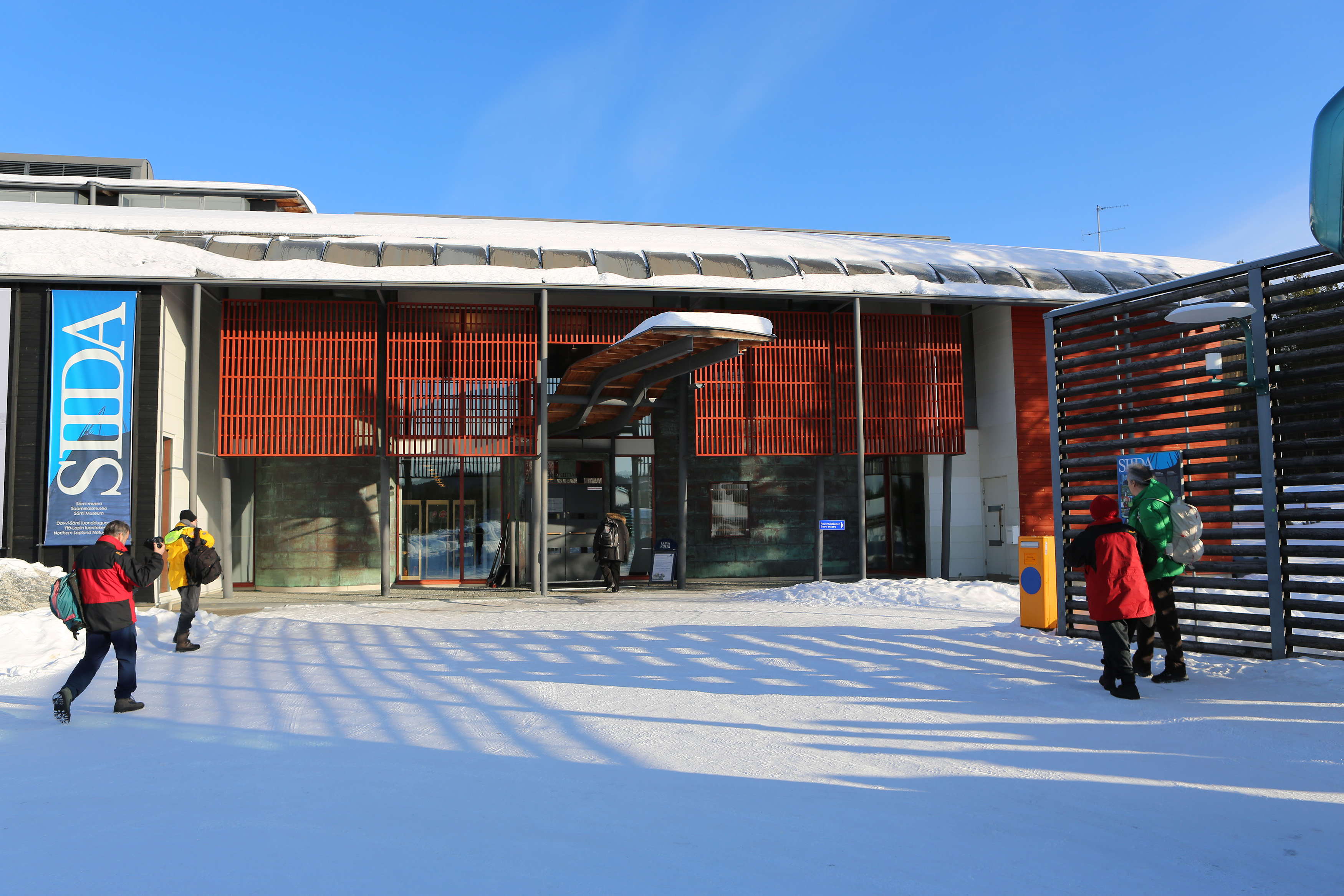
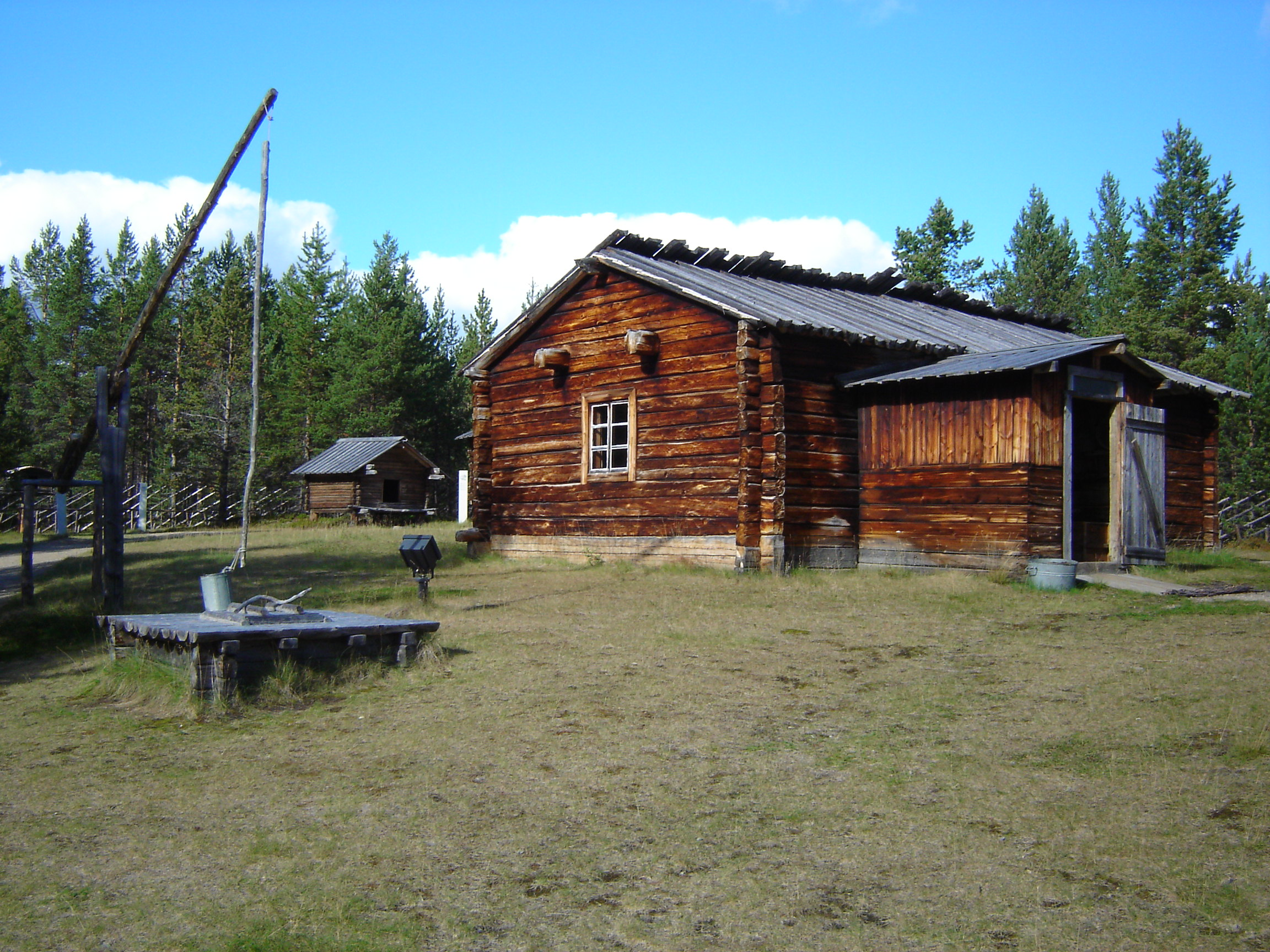
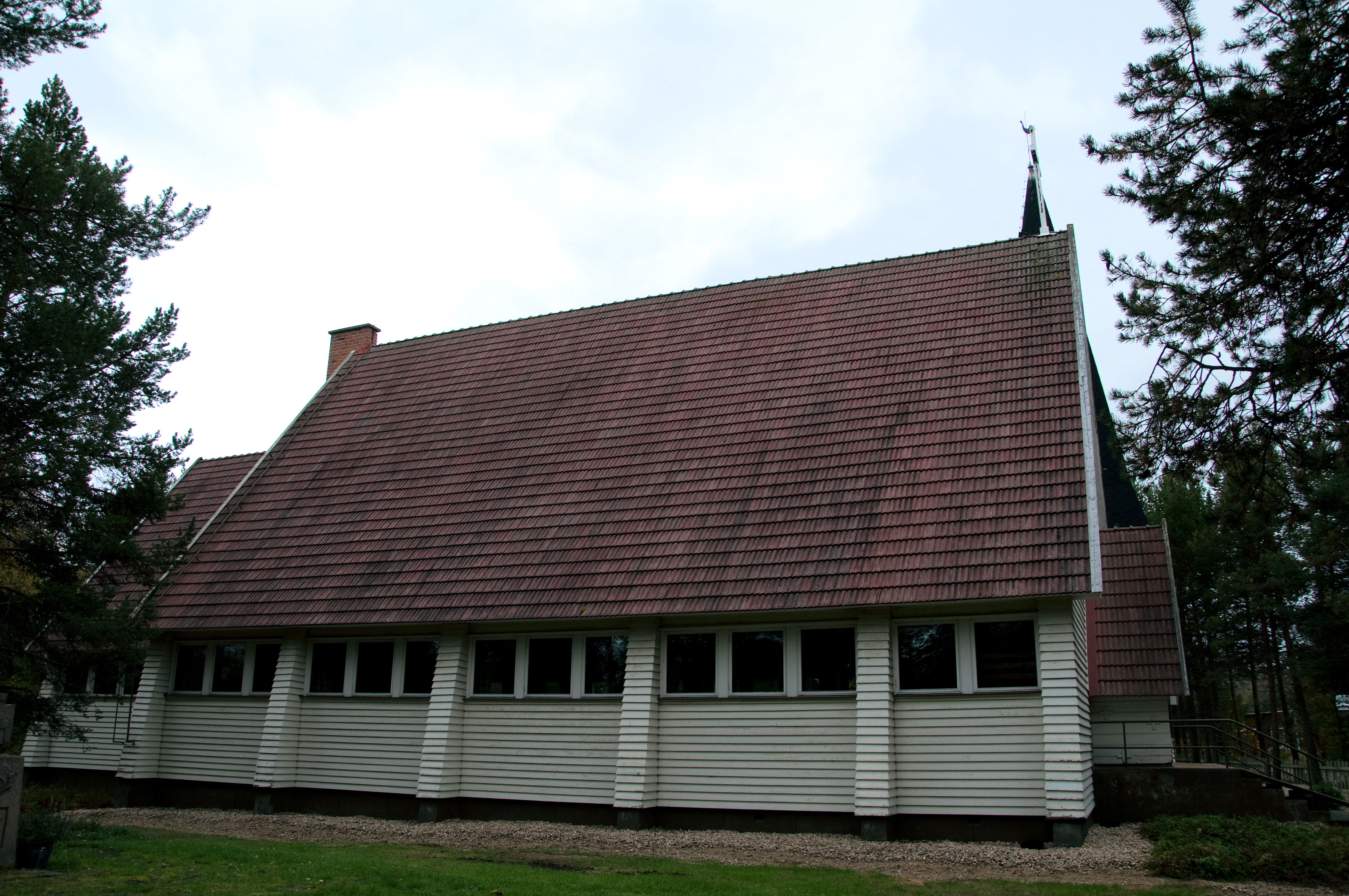
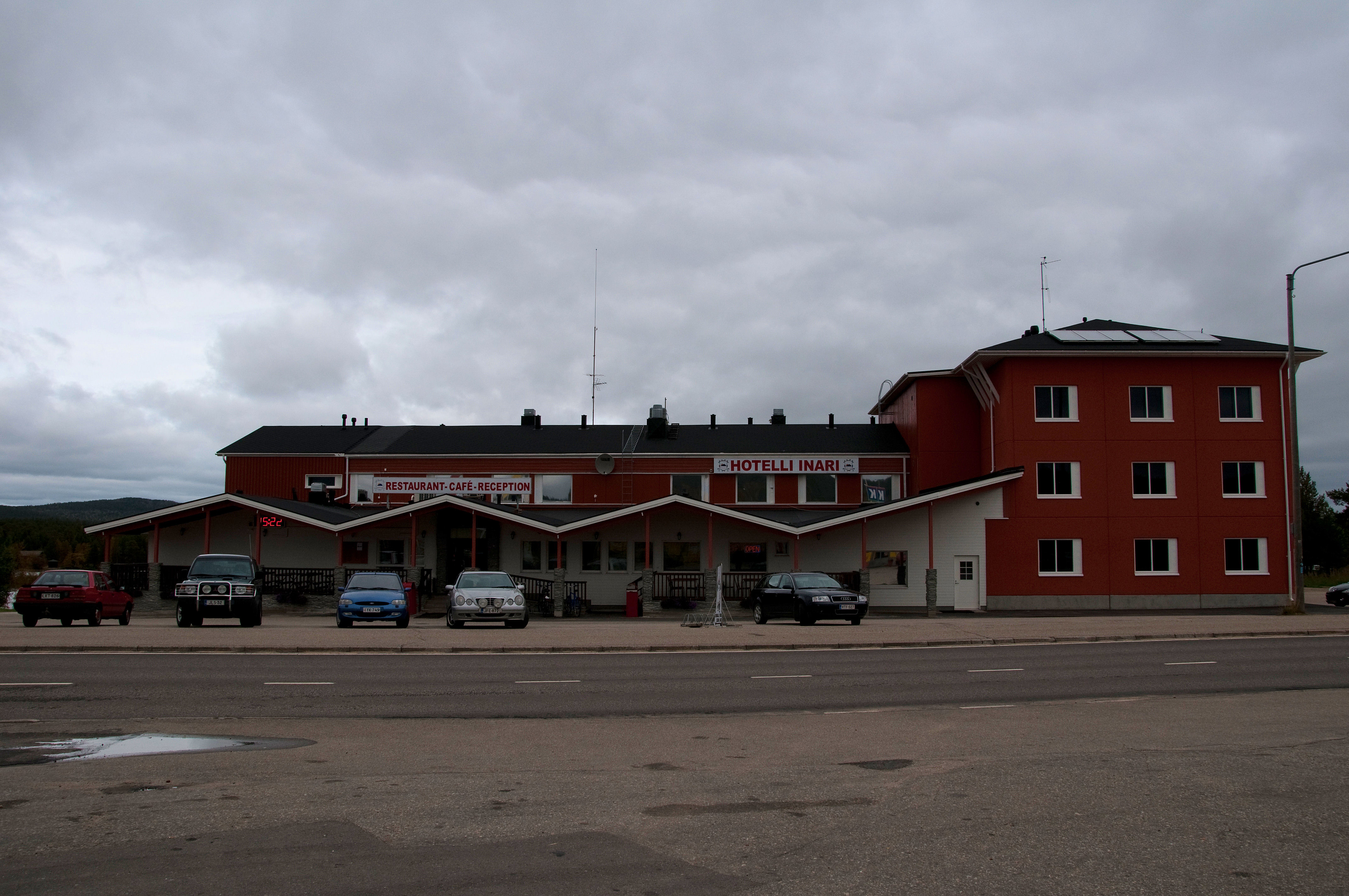
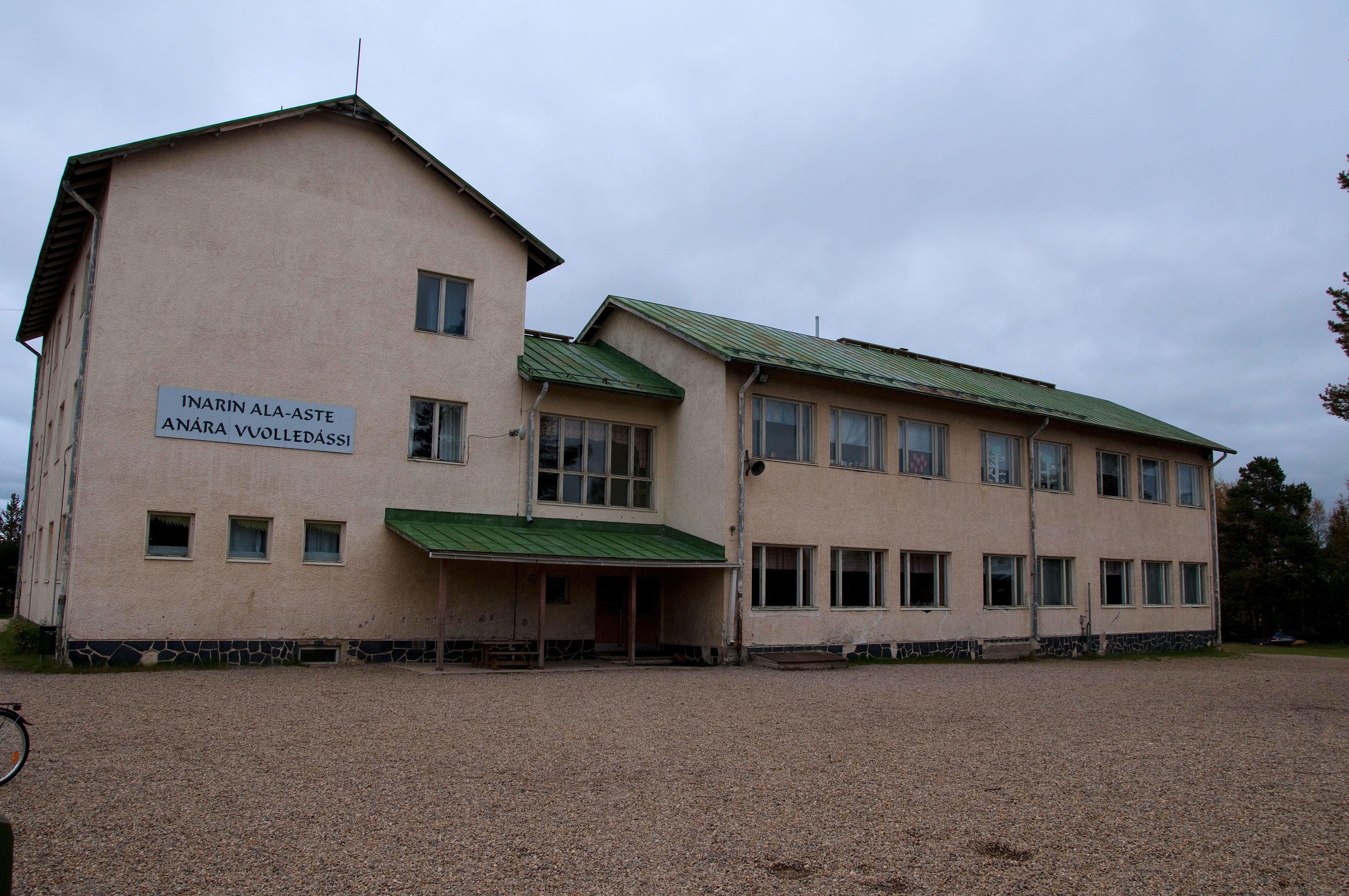
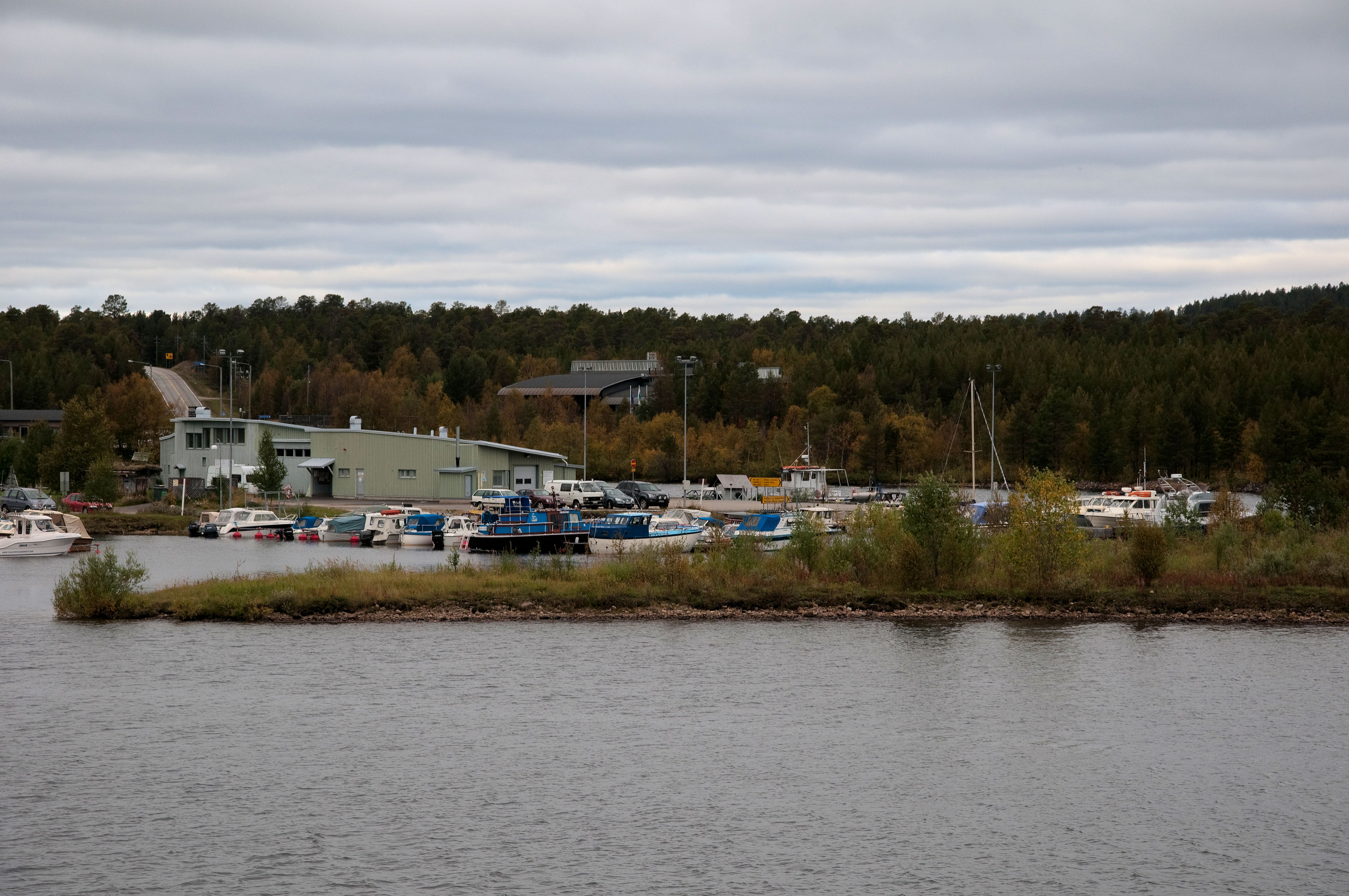
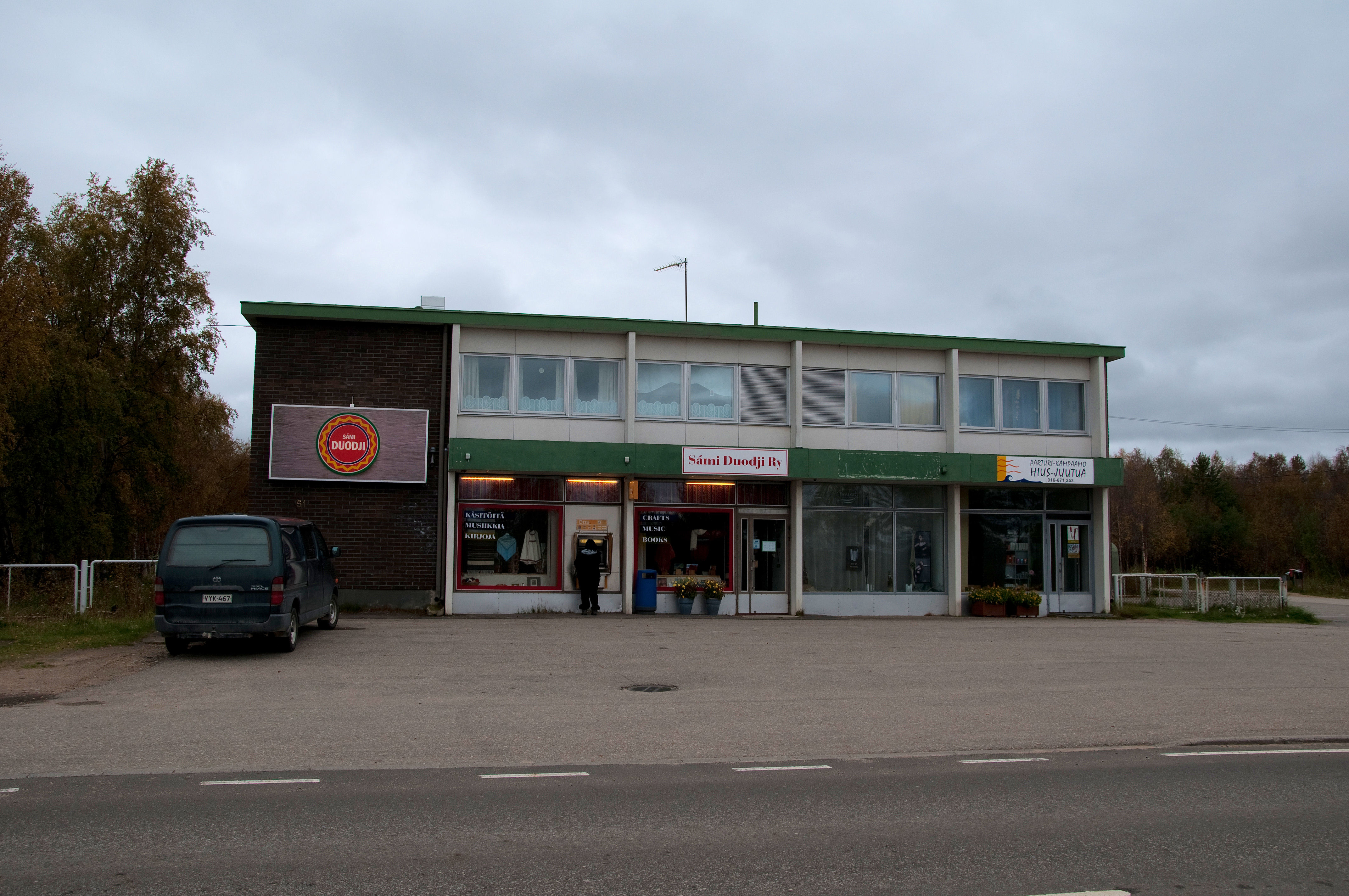